# Svampmoln

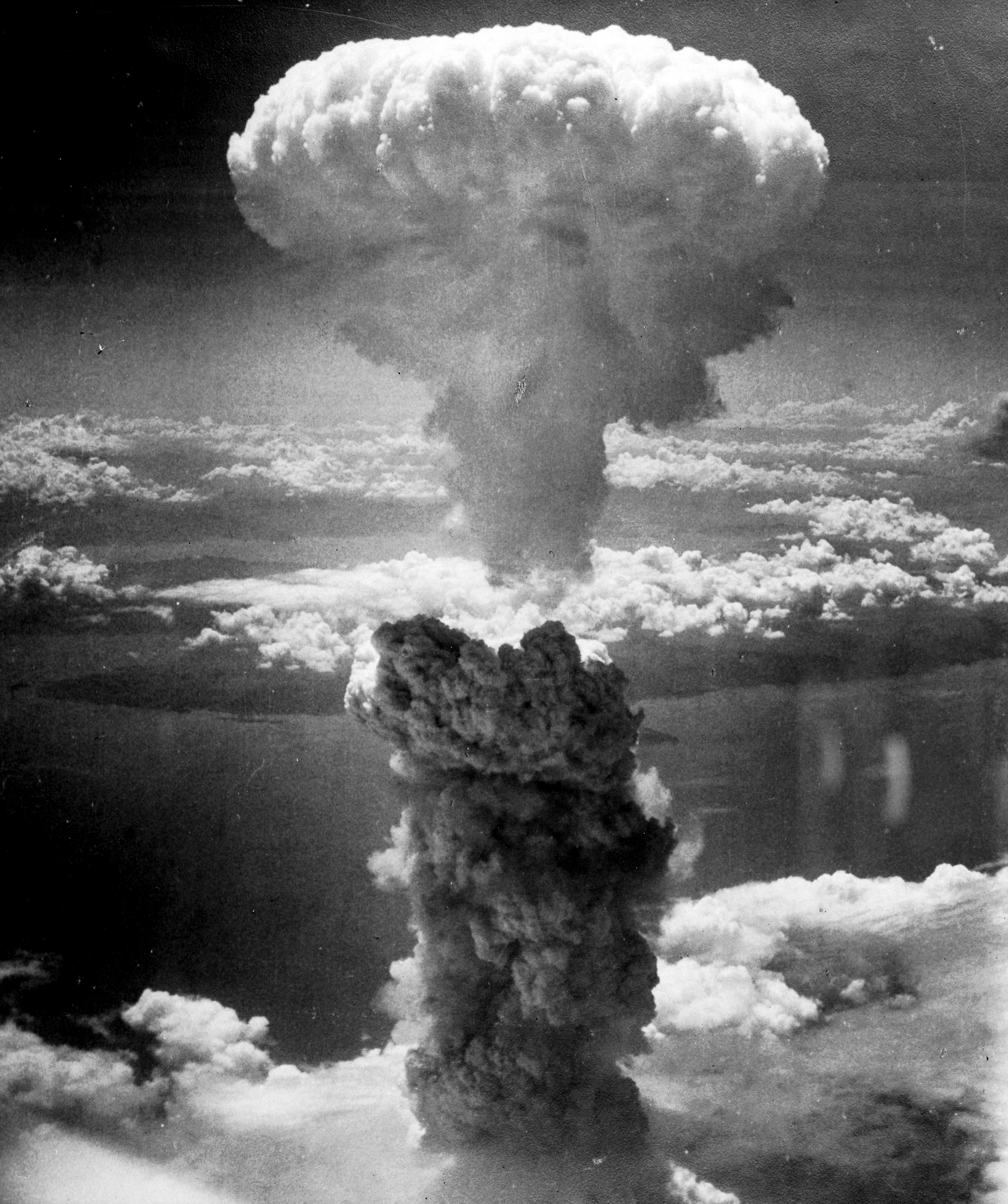
Svampmolnet efter atombomben över Nagasaki, den 9 augusti 1945.

Ett svampmoln är ett pyrocumulus-moln av rök och stoft som uppstår vid stora explosioner i öppen atmosfär och som till formen påminner om en svamps fruktkropp.
Även om alla typer av explosioner kan ge upphov till svampmoln, har de framför allt kommit att associeras med kärnvapen.
Svampmolnets höjd bestäms av detonationens energi, explosionens höjd över marken, vädret och andra faktorer. Sedan molnet nått fram till den maximala höjden sker expansionen åt sidan. Det högsta svampmolnet som har förekommit under historien var det efter explosionen av tsarbomben med en höjd av 64 kilometer.